# La gesta de los zapadores
La gesta de los zapadores es un cuadro al óleo sobre lienzo pintado en 2011 por el artista español Augusto Ferrer-Dalmau. La obra retrata al Regimiento Real de Minadores-Zapadores abandonando Alcalá de Henares el 24 de mayo de 1808, en el contexto de la Guerra de la Independencia Española, siendo por tanto la primera Unidad Reglamentaria de todo el Ejército Español que, como tal Unidad, se levantó contra el ejército invasor francés, razón por la cual es llamado en ocasiones como La fuga de Zapadores.
Con un formato apaisado de 150 × 90 cm, este cuadro de estilo realista del pintor barcelonés Augusto Ferrer-Dalmau se enmarca dentro de la tradición de la pintura de historia española en la que acostumbra a realizar sus obras este pintor.

## Contexto histórico
El cuadro refleja al Regimiento Real de Minadores-Zapadores (antecesor del actual Regimiento de Ingenieros número 7,  actualmente de guarnición en la Plaza de Ceuta, del Ejército de Tierra de España) saliendo de su acuartelamiento de Alcalá de Henares hacia el 24 de mayo de 1808.
Para entender el contexto de este suceso, debemos remontarnos a la creación del cuerpo en 1711 y su reorganización en 1802, cuando el regimiento fue reorganizado en 10 compañías con acuartelamiento en la Academia de Ingeniería de Alcalá de Henares, bajo el mando  la dirección de D. Manuel de Pueyo y Díez.
España estuvo aliada a Francia durante los primeros compases de las Guerras Napoleónicas, concretamente de 1803 hasta 1808, momento en el que termina la guerra contra la cuarta coalición y Napoleón invade España con el pretexto de invadir Portugal.
El descontento popular frente a los tejemanejes políticos de los gobernantes franceses y los políticos españoles afrancesados que estaban,a su entender, vendiendo el país a los franceses. En este clima sucedió el levantamiento del 2 de Mayo, dando lugar a la guerra peninsular.
En esos momentos, muchas de las unidades militares de España se veían en duda sobre cómo proceder, pues legalmente debían servir al nuevo rey, José I Bonaparte (apodado popularmente como "Pepe Botella") en quien Fernando VII había abdicado en las conocidas como abdicaciones de Bayona ocurridas un día después del nombramiento del mariscal Murat como Lugarteniente General del Reino de España por Carlos IV y publicadas por La Gaceta el 20 de mayo.
El coronel D. Manuel de Pueyo y Díez, director de la Academia de Ingenieros era contrario a sublevarse contra los franceses, pero el Sargento Mayor D. Julián Albo Helguero junto a los subtenientes Francisco López, José Segovia, Mariano Albo y Salvador Manzanares (los cuatro aún alumnos de la Academia) sí se posicionaron a favor de hacerlo y dirigir las dos compañías que restaban en el cuartel (las otras 8 estaban desplegadas desde hacía tiempo en distintas misiones) a Cuenca para liberar la ciudad y servir de ejemplo para el resto de ciudades de España.
El día determinante fue el 23 de mayo, pues los soldados se mostraron con gran desosiego, aspectos que los oficiales achacaron al rumor de que se iba a comenzar a recibir el prest (la paga de los soldados franceses) en vez de la habitual. 
En la mañana siguiente, las dos compañías formaron sus cuadros y fueron visitadas por separado por el coronel Pueyo, quien les transmitió que conocía sus temores y ofreció a todo soldado que así lo quisiera ser destinado a las distintas compañías destacadas en trabajos en la península. La propuesta no fue aceptada por nadie y ambas compañías proclamaron "preferir morir de hambre a comer el rancho costeado por el dinero francés". El oficial y suboficiales mencionados antes decidieron esa misma noche partir del cuartel.
A la hora de la lista de retreta (nocturna) formaron las dos compañías con las armas frente al cuartel y marcharon a casa del coronel. El subteniente Manzanares y el sargento Alonso indicaron al coronel que ambas compañías marchaban a Cuenca y pidieron que el coronel marchase con ellas. El coronel Pueyo no desaprobó su decisión pero decidió no acompañarles. Al frente de la columna se puso el Sargento Mayor, comandante del ejército, D. José Veguer. Iba acompañado por seis oficiales: los tenientes D. Francisco Xaramillo y D. Quintín de Velasco y Ordóñez, y los subtenientes alumnos ya mencionados. El Sargento Mayor Julián Albo, instigador del movimiento, finalmente no se unió a él.
A las doce de la noche del día 24 de mayo la columna se puso en marcha a tambor batiente en correcta formación con la bandera del 1.er batallón desplegada. Se dirigieron hacia el puente de piedra a Villalvilla, pueblo situado a una legua de Alcalá, camino de Almonacid.
Con esta acción, el Regimiento Real de Zapadores Minadores y la Academia de Ingenieros se convirtieron en las dos primeras unidades organizadas que, con su bandera al frente, proclamaron la independencia contra Napoleón y sus representantes.

## Exposiciones
El cuadro se exhibe en la Academia de Ingenieros del Ejército, en Hoyo de Manzanares, Madrid. También ha participado en algunas exposiciones, la más importante de ellas fue la del III Centenario del Regimiento, una exposición principalmente filatelica celebrada el 19 de mayo de 2011 en Ceuta con motivo del aniversario del cuerpo de ingenieros original. En el acto, presidido por el rey Juan Carlos I.